# Batrachoseps pacificus
Batrachoseps pacificus (tên tiếng Anh: Channel Islands Slender Salamander) là một loài kỳ giông trong họ kỳ nhông không phổi Plethodontidae.
Nó là loài đặc hữu của California ở Hoa Kỳ.
Các môi trường sống tự nhiên của chúng là các khu rừng ôn hòa, vùng cây bụi ôn đới, và vùng đồng cỏ ôn đới.